# Adelitas Way
Adelitas Way (англ. Шлях Аделіти) — рок-гурт з Лас-Вегасу, штат Невада. Випустив свій дебютний альбом у 2009 році.

## Біографія
Гурт був сформований у 2005 році вокалістом Ріком Де Джісус, лід-гітаристом Крісом Йоріо та ударником Тревором Стаффордом в Лас-Вегасі. Через деякий час гурт дав свої перші концерти в Лос Анджелесі та Сан Дієго.
У Мехіко з гуртом стався інцидент — корумповані поліціянти пограбували гурт. Але Стіг заховав трохи готівки у своїх шкарпетках. Щоб заспокоїти нерви учасники пішли в найближчий бар, який називався «Adelita». Таким чином, з'явилася назва гурту — «Adelitas Way».
Восени 2008 року гурт підписав контракт з Virgin Records і Adelitas Way розпочали запис повноцінного альбому. Однойменний альбом Adelitas Way вийшов 14 липня 2009 року та отримав чималу популярність в мейнстрімі — до березня 2010 року альбом розпродали накладом 45.000 копій.
Перший сингл з альбому, «Invincible», став головною темою WWE Superstars і засвітилася в відеогрі WWE SmackDown vs. Raw 2010.
Після релізу альбому гурт вирушив у турне, встигнувши зіграти у ньому з 10 Years, Chevelle, Saliva, Sick Puppies, Shinedown, Halestorm, Breaking Benjamin і Theory of a Deadman. У травні 2009 року Adelitas Way брали участь в рок-фестивалі «Rock on the Range», що проходив в Колумбусі, штат Огайо і збирається узяти участь в ньому у 2010 році. У лютому 2010 року гурт вирушив в тур з Three Days Grace і Chevelle.
У листопаді 2009 року на зміну Кріса Йоріо прийшов Хрегтон Біббс, який до цього грав у гурті The Leo Project.
Останній реліз гурту — другий сингл «Last Stand», випущений разом з кліпом 2 лютого 2010. Директором відео став Пол Бойд (Paul Boyd).
У вересні 2010 року Adelitas Way розпочали запис нового альбому Home School Valedictorian.

## Склад
| Теперішні учасники - Рік ДеДжізус — вокал (2006–дотепер) - Тревор «Тре» Стеффорд — ударні (2006–дотепер) - Ендрю Кушинг — бас-гітара, задній вокал (2014–дотепер) | Колишні учасники - Кіф Воллен — ритм-гітара, задній вокал (2009—2013) - Дерек Джонстон — бас-гітара (2009—2013) - Роберт Закаріан — соло-гітара (2011—2016) - Кріс Айоріо — соло-гітара (2006—2009) |

## Дискографія
- 2009: Adelitas Way
- 2011: Home School Valedictorian
- 2014: Stuck
- 2016: Getaway
- 2017: Notorious